# West Dog Island
West Dog Island est un îlot inhabité des îles Vierges britanniques dans les Caraïbes. Il fait partie d'un groupe d'îles connu sous le nom de Dog Islands, ou plus communément, the Dogs (les chiens). Parmi les Dog Islands, il y a notamment Little Seal Dog Island, East Seal Dog Island et George Dog Island, toutes situées au nord-ouest de Virgin Gorda.